# Odontopyge schubotzi
Odontopyge schubotzi är en mångfotingart som beskrevs av Carl Graf Attems 1912. Odontopyge schubotzi ingår i släktet Odontopyge och familjen Odontopygidae. Inga underarter finns listade i Catalogue of Life.